# Page Belcher

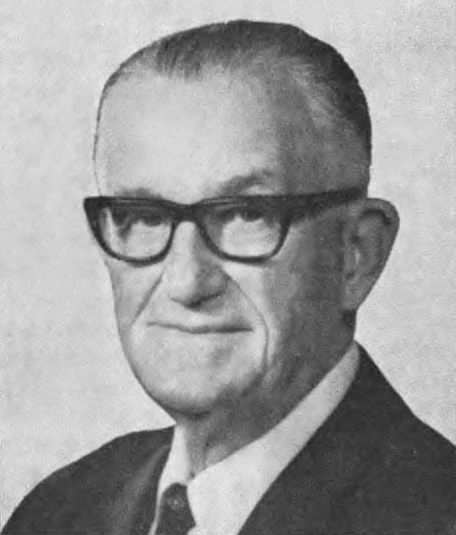
Page Belcher (1971)

Page Henry Belcher (* 21. April 1899 in Jefferson, Grant County, Oklahoma; † 2. August 1980 in Midwest City, Oklahoma) war ein US-amerikanischer Politiker. Zwischen 1951 und 1953 vertrat er den achten und von 1953 bis 1973 den ersten Wahlbezirk des Bundesstaates Oklahoma im US-Repräsentantenhaus.

## Leben
Page Belcher besuchte die High School in Jefferson und Medford und studierte dann an der Friends University in Wichita sowie der University of Oklahoma in Norman, wo er die Rechtswissenschaften erlernte. Vor diesem Studiengang nahm er als Soldat am Ersten Weltkrieg teil. Später war er Gerichtsdiener am Bezirksgericht im Garfield County. Nach seiner Zulassung als Rechtsanwalt begann Belcher ab 1936 in Enid in seinem neuen Beruf zu arbeiten. Dort wurde er im Jahr 1938 zum städtischen Richter berufen.
Belcher wurde Mitglied der Republikanischen Partei. Innerhalb seiner Partei stieg er in Oklahoma als State Executive Secretary in den Vorstand auf. Im Jahr 1941 wurde er Sekretär des Kongressabgeordneten Ross Rizley. Belcher wurde auch Mitglied im Schulrat der Stadt Enid.
1950 wurde Belcher im achten Distrikt von Oklahoma in das US-Repräsentantenhaus gewählt, wo er am 3. Januar 1951 George H. Wilson ablöste. Danach wurde der achte Wahlbezirk abgeschafft. Aus diesem Grund bewarb sich Belcher 1952 im ersten Bezirk des Staates um eine Wiederwahl in den Kongress. Nach seiner erfolgreichen Wahl löste er am 3. Januar 1953 George B. Schwabe ab. In den folgenden Jahren wurde Belcher jeweils in seinem Amt bestätigt. Damit konnte er zwischen dem 3. Januar 1951 und dem 3. Januar 1973 insgesamt elf zusammenhängende Legislaturperioden im Kongress absolvieren.
1972 kandidierte Page Belcher nicht mehr für eine weitere Amtszeit. Nach dem Ausscheiden aus dem Kongress zog er sich in den Ruhestand zurück, den er in Midwest City verbrachte. Dort verstarb er 1980.